# ملعب الجلاء
ملعب الجلاء هو ملعب كرة قدم سوري يقع في العاصمة السورية دمشق، أكثر استخداماته في الفترة الحالية لمباريات كرة القدم، يتسع الملعب ل 15000 متفرج. افتتح الملعب سنة 1976 من أجل استضافة دورة الألعاب العربية الخامسة. و هو جزء من مدينة الجلاء الرياضية في دمشق.